# Cupasmí
Cupasmí är en ort i Mexiko.   Den ligger i kommunen Chiapa de Corzo och delstaten Chiapas, i den sydöstra delen av landet, 700 km öster om huvudstaden Mexico City. Cupasmí ligger 402 meter över havet och antalet invånare är 664.
Terrängen runt Cupasmí är kuperad norrut, men söderut är den platt. Runt Cupasmí är det ganska tätbefolkat, med 58 invånare per kvadratkilometer. Närmaste större samhälle är Tuxtla Gutiérrez, 14,8 km nordväst om Cupasmí. Omgivningarna runt Cupasmí är en mosaik av jordbruksmark och naturlig växtlighet.